# شهرگ
شهرگ یا شهرک، یک نجیب زاده ایرانی در دوره ساسانیان بود. او در حمله اعراب به ایران، فرماندار پارس بود. نام او نخستین بار در سال ۶۴۴ یاد شده و گفته شده که او علاء بن الحضرمی فرمانده سپاه اعراب را در نزدیکی اصطخر شکست داده است. کمی بعد، عثمان بن ابوالعاص یک دژ نظامی در توج بنیان می‌نهد و اندکی پس از آن هم شهرگ را در نزدیکی ریشهر شکست داده و می‌کُشد. ولی منابع دیگری هم هستند که نوشته‌اند شهرک را برادر خودش کشته است. 